# Igreja ortodoxa dos Arcanjos Gabriel e Rafael

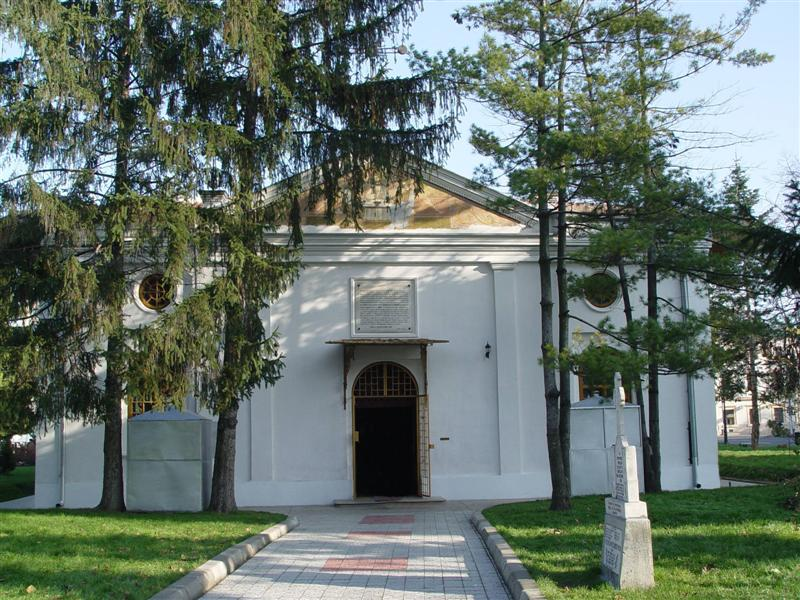

A Igreja ortodoxa dos Arcanjos Gabriel e Rafael, (em romeno Biserica Sfinții Arhangheli Mihail și Gavriil), localiza-se em Brăila, Roménia.
É uma igreja pertencente à Igreja Ortodoxa Romena.